# Škoda 110 R
Der Škoda 110 R ist ein Coupé von AZNP unter der Marke Škoda, das ab 1970 hergestellt wurde. Es basiert auf dem Škoda 110, hatte jedoch einen stärkeren Motor. Die Produktion wurde 1976 zugunsten des 130 R eingestellt.
Der Škoda 130 RS hatte eine von der übrigen Serie abweichende Coupékarosserie aus Aluminium und Kunststoff und einen Schutzkäfig aus Stahlrohren. Dieses Rallyefahrzeug erreichte je nach Übersetzung bis zu 220 km/h. Nachfolger des Škoda 110 R ist der ab 1981 gebaute Škoda Garde. Das Fahrzeug wurde in Kvasiny hergestellt und kostete 79.000 Tschechoslowakische Kronen.
Die Modellbezeichnungen nehmen Bezug auf den Hubraum der jeweiligen Modelle.

## Versionen
| Bezeichnung | Typ      | Bauzeit   | Produzierte Fahrzeuge | Karosserie            | Motor                       |
| ----------- | -------- | --------- | --------------------- | --------------------- | --------------------------- |
| 110 R       | Typ 718K | 1970–1976 | 56.902                | 2-türiges Coupé       | 1107 cm³, 38 kW (52 DIN-PS) |
| 130 RS      | Typ 735  | 1975–1982 | etwa 200              | 2-türiges Sport-Coupé | 1289 cm³, 103 kW (140 PS)   |

## Technische Daten
Daten des Škoda 110 R

### Allgemeine Angaben
- Typ: Coupé, 2-türig.
- Stückzahl: 56902[2]
- Höchstgeschwindigkeit: 145 km/h
- Beschleunigung 0–100 km/h: 18,5 s
- Tankinhalt: 32 Liter vorn
- Verbrauch: 8,5 l/100 km
- Gewicht (eigen, trocken): 835 kg
- Gewicht (leer, fahrfertig): 880 kg
- Gewicht (gesamt): 1200 kg
- Abmessung: 4155 × 1620 × 1340 mm
- Bodenfreiheit: 175 mm
- Spur V/H: 1280 mm/1250 mm
- Radstand: 2400 mm
- Felgen: 4,5 J x 14
- Reifen: Barum 155 SR 14

### Motor
- Typ: Typ 718-K
- Zylinderanzahl: 4 (Reihe), längs hinter der Hinterachse
- Bohrung × Hub: 72 × 68 mm
- Hubraum: 1107 cm³
- Leistung: 38 kW bei 4650/min
- Drehmoment: 86 Nm (8,8 kpm) bei 3500/min
- Verdichtung: 9,5:1
- Vergaser: 1 Fallstrom-Registervergaser Jikov 32 DDSR (ab 1976 Jikov 32 EDSR) mit pneumatisch betätigter 2. Stufe und mechanischem Startvergaser
- Ventile: hängend (Stößel und Kipphebel) untenliegende Nockenwelle über Kette angetrieben
- Kurbelwellenlager: 3
- Kühlung: Temperaturregelung durch Thermostat (Kühlwasser: 6,8 Liter)
- Schmierung: Druckumlaufschmierung durch Zahnradpumpe, 1 Ölkühler, 4,6 Liter Öl

### Kraftübertragung
- Antrieb: auf Hinterräder
- Kupplung: Einscheiben-Trockenkupplung
- Schaltung: Knüppel in Wagenmitte
- Getriebe: 4 Gang + Rückwärtsgang
- Achsübersetzung: 4,444 (ab 1977 4,22)

### Fahrgestell und Fahrwerk
- Fahrgestell: selbsttragende Ganzstahlkarosserie
- Vorderachse: ungleich lange Dreiecksquerlenker, Schraubenfedern (innenliegend), hydraulische Teleskopstoßdämpfer, Querstabilisator
- Hinterachse: Pendelachse mit Längsschubstreben, Schraubenfedern, hydraulische Teleskopstoßdämpfer
- Lenkung: Spindel und Mutter, 2,5 Lenkradumdrehungen von Anschlag zu Anschlag
- Wendekreis: 11 Meter

### Bremsen
- Fußbremse: hydraulisch betätigte Zweikreisbremse
- Bremse vorn: Scheibe, Durchmesser 252,5 mm, Belagfläche 76 cm²
- Bremse hinten: Trommel, Durchmesser 230 mm, Belagfläche 385 cm²
- Handbremse: mechanisch, auf Hinterräder wirkend

### Daten des Škoda 130 RS
- Motor: Viertakt-Ottomotor längs im Heck, wassergekühlt, Reihenvierzylinder, hängende Ventile
- Leistung: bis zu 103 kW
- Hubraum: 1289 cm³
- Antrieb: Heckantrieb
- Höchstgeschwindigkeit: bis zu 220 km/h
- Länge: 4020 mm
- Breite: 1720 mm
- Höhe: 1340 mm

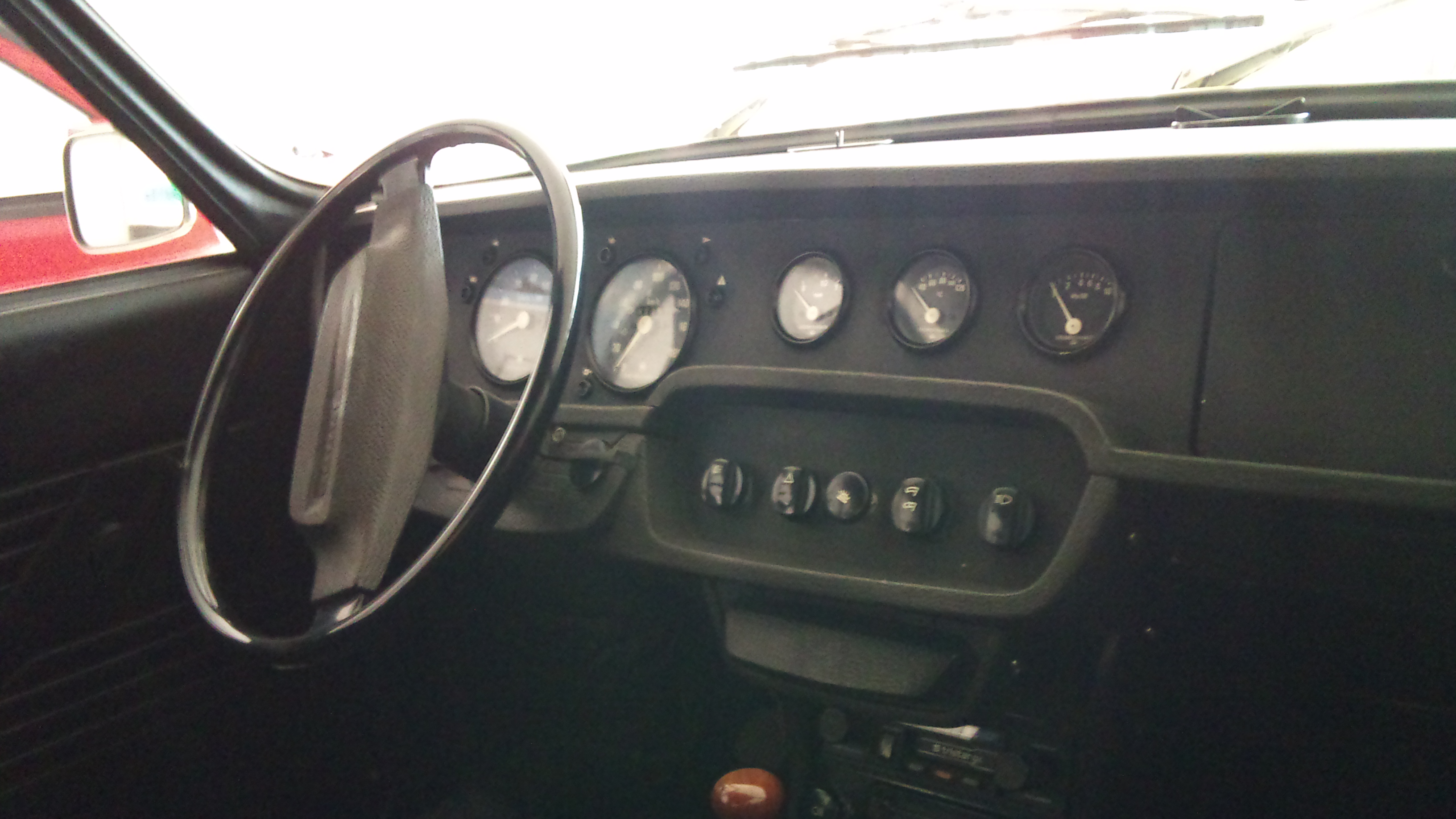
Innenraum
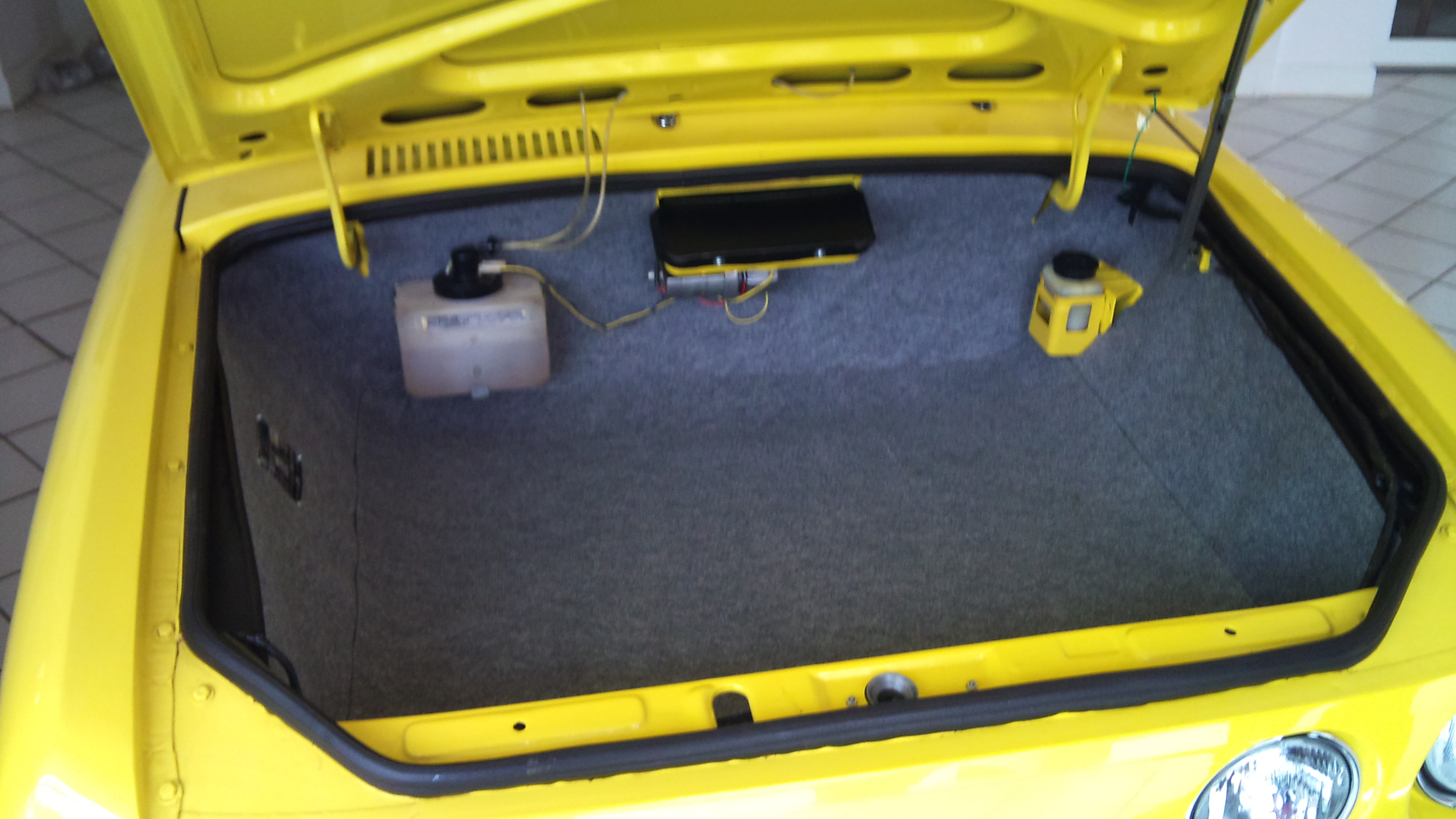
Der Kofferraum befindet sich vorne
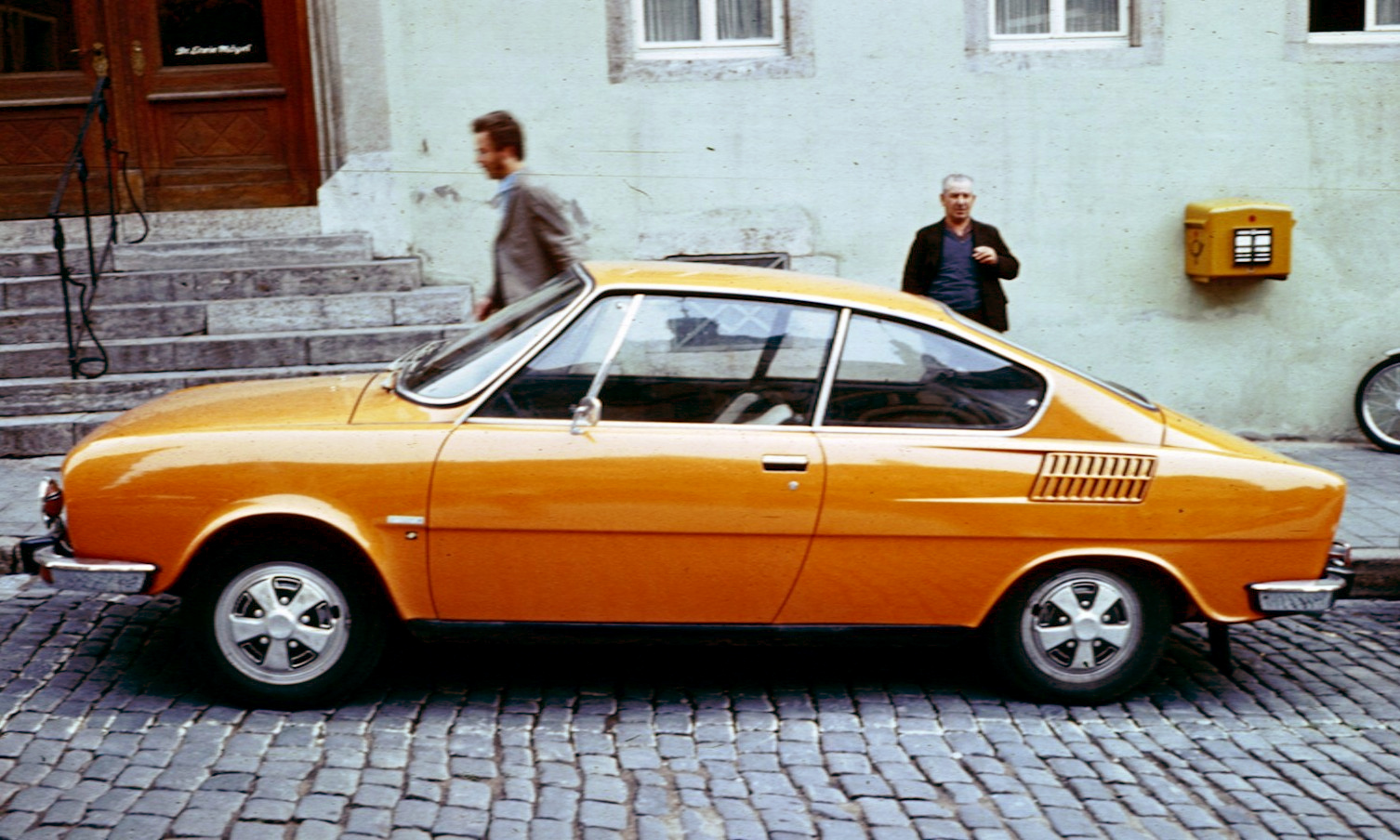
Škoda 110 R, Seitenansicht
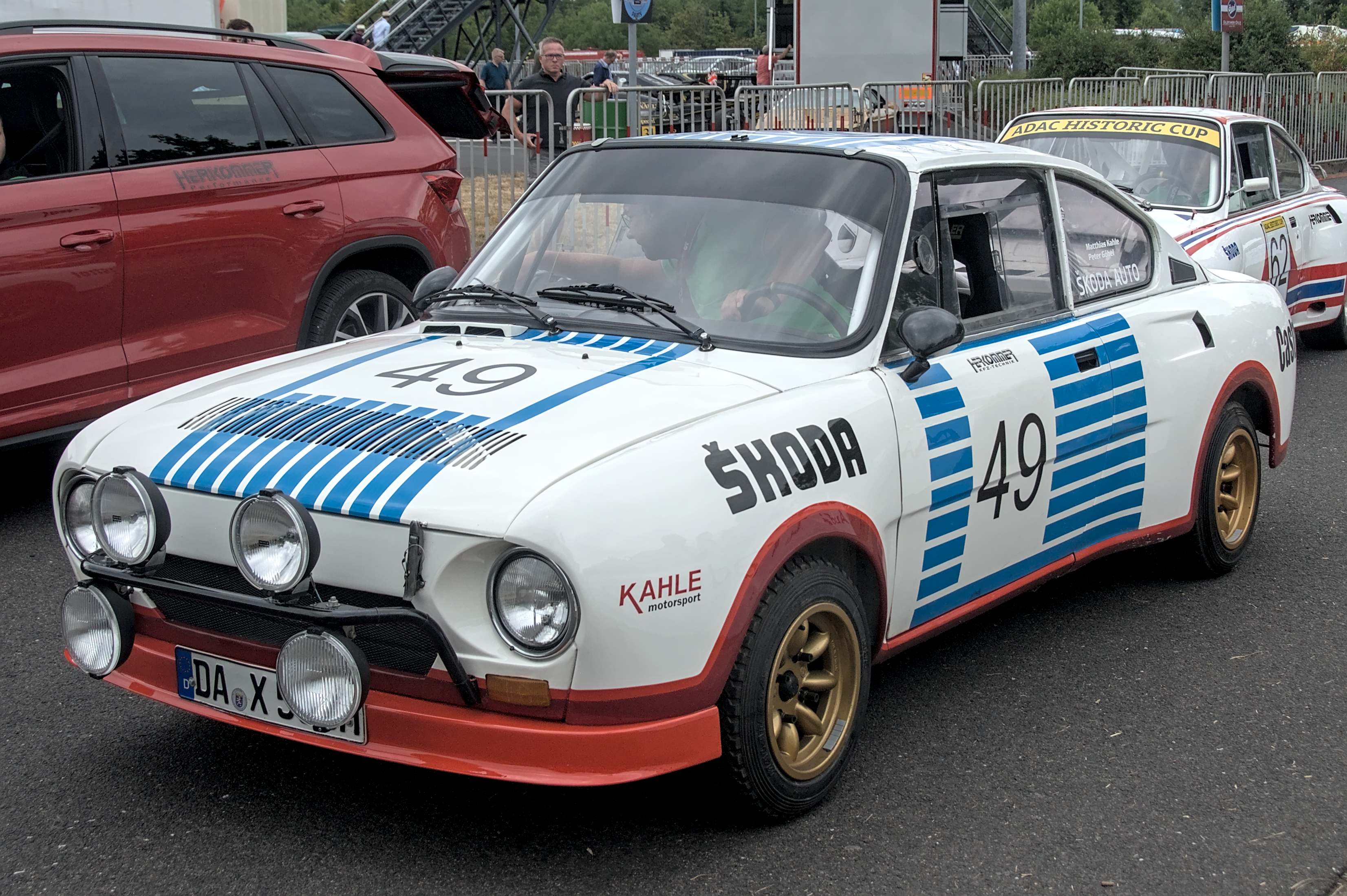
Škoda 130 RS
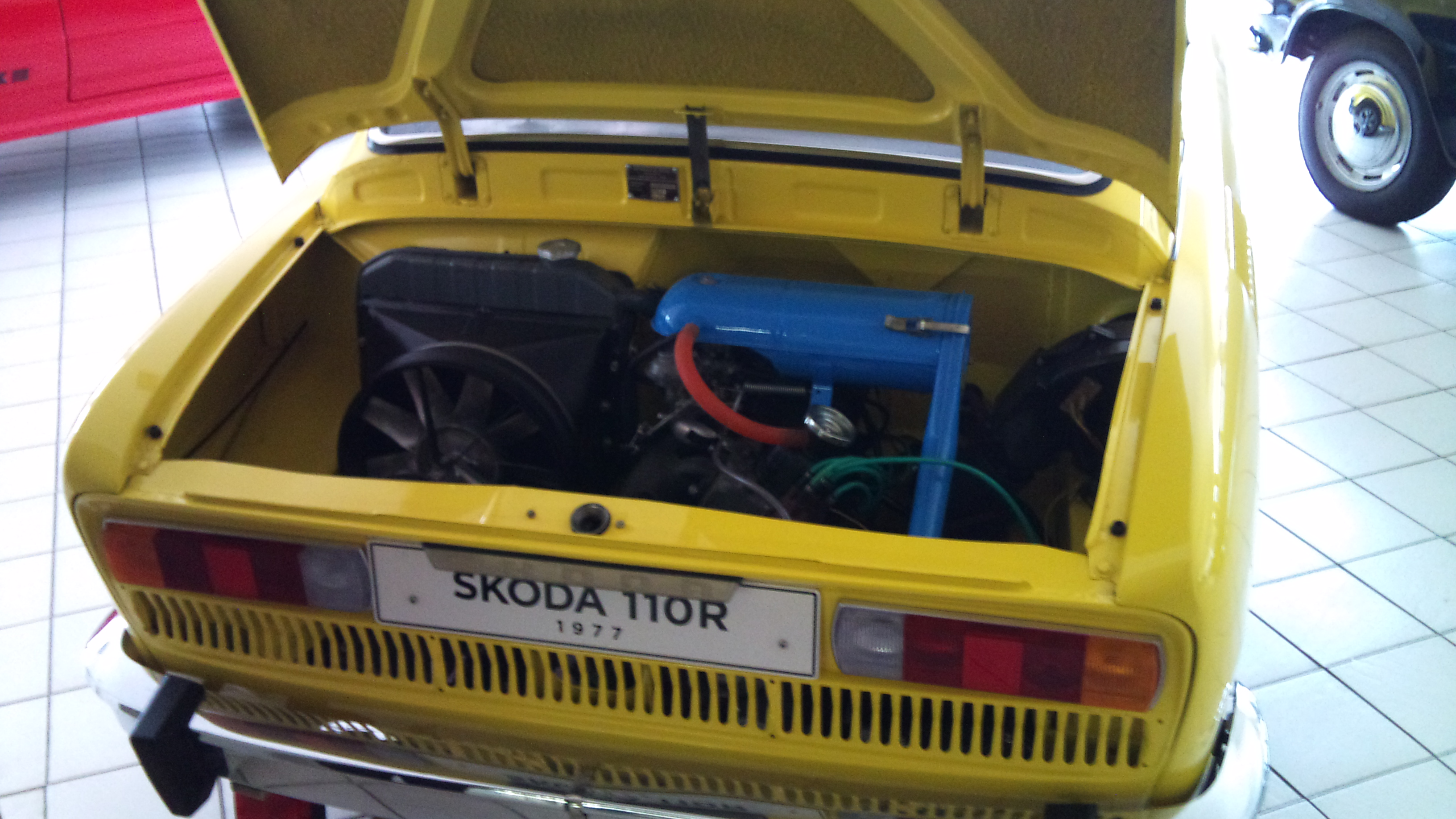
Motor

## Export nach Deutschland
In Westdeutschland war der 110 R für 6930 DM (1971) bis 8350 DM (1979) erhältlich. In geringem Umfang wurde der 110 R ab 1974 auch in die DDR eingeführt, es soll sich dabei um etwa 400 Fahrzeuge zu einem Neupreis von 23.138 Mark (1974) gehandelt haben.
Im Fahrbericht der KFT wurde der zwar nicht sportliche, aber durchzugsstarke und sparsame Motor des 110 R gelobt (Durchschnittsverbrauch bei straffer Fahrweise 9,4 l/100 km). Als Höchstgeschwindigkeit wurden 142 km/h gemessen. Die Formgestaltung wurde als kompromissbeladen bezeichnet, und die Verarbeitungsqualität war auffallend nachlässig. So dichteten die Seitenscheiben nicht richtig ab, und die Wirkung der Heizung ging durch Fahrtwind, der über die schlecht sitzende Kofferraumhaube in die Fahrgastzelle drang, verloren.